# The Trouble with Tribbles
"The Trouble with Tribbles"는 《스타 트렉: 디 오리지널 시리즈》의 두 번째 시즌 열다섯 번째 에피소드이다. 1967년 12월 29일 방영되었다.

## 줄거리
우주력 4527.3, USS 엔터프라이즈 (NCC-1701, 오리지널)은 딥 스페이스 K-7 기지에서 우선순위 1번 채널의 전문을 받고 K-7으로 향한다. 그곳에서는 클링온이 상륙 휴가를 지내고 있었다.
그곳의 관리인인 베리스는, 커크에게 '쿼드로트라이케일리'(Quadrotricale; 복잡한 이름을 가진 곡물.)라는 커크가 말하는 '밀'(Wheat)같이 생긴 곡물을 연방과 클링온 제국 간에 분쟁이 일어나고 있는 '셔먼'(Sherman) 행성에 보내 달라고 요청한다. 게다가 베리스는 커크에게 스타플릿에서 클링온의 곡물 절취를 매우 두려워한다고 말하여 커크의 신경을 곤두서게 한다. 또 그의 성가신 비서인 '다빈'(Darvin)이 또 재촉하여 더욱 신경이 곤두선 커크는 엔터프라이즈에 통신을 보내 전 대원들에게 상륙 휴가를 지내라고 지시한다.
한편, 한 술집(바)에 들어간 우후라와 체콥은 상인 '시라노 존스'를 만난다. 시라노 존스는 둥근 이상한 생물을 한 마리 가지고 오는데, 우후라는 이것을 매우 좋아한다. 우후라가 무슨 동물이냐고 물으니, 시라노 존스는 '트리블'(Tribbles;학명 Polygeminus grex)이라고 말한다. 트리블은 22세기 말에 멸종되었다고 알려진 동물이었는데, 23세기경 재발견된 것이었다. 시라노 존스는 그의 조수와 값으로 실랑이를 벌이다가 결국 한 마리당 6 크레딧으로 합의한다. 그런데 시라노 존스가, '이것은 견본이거든?'이라고 말하면서, 우후라에게 그것을 선물로 주었다.
한참 뒤, 대원들과 클링온들은 술집에 들어가서 술을 마시며 휴가를 지낸다. 그런데, 클링온들이 엔터프라이즈와 그의 대원들을 비하하는 말을 마구 내뱉자, 스카티가 분노하였다. 스카티는 싸움을 걸 가치가 있나 다시 한번 생각하고 처음에는 공격하지 않았으나, '엔터프라이즈는 쓰레기 선박'이라는 말을 듣고 분노하여 첫 주먹을 날리게 되고, 대규모 싸움이 벌어진다. 여차여차 끝에 싸움은 수습되게 되고, 커크는 이 일로 상륙 휴가를 취소한다.
한편, 맥코이는 트리블에 대해 놀라운 사실을 알게 되는데, 이들은 '임신한 상태로' 새끼가 태어난다는 것이다. 게다가 한 마리의 트리블이 식량 한 단위를 먹으면, 열두 마리의 트리블로 불어난다는 것을 알아낸다. 커크는 이 사태에 대해 심각성을 느끼고 다시 K-7으로 간다. 이미 트리블이 1,776,561마리로 불어난 상황에서, 곡물 창고를 열자, 많은 수의 트리블들이 쏟아져 나온다.
그런데, 맥코이는 이 트리블들을 진단하는 도중, 많은 수가 죽었음을 알아낸다. 스팍은 곡물에 무언가가 들어 있었다고 가정하고, 맥코이와 함께 원인을 연구한다. 이후, 관리인 베리스와 커크가 다시 말싸움을 벌이는 도중, 그의 비서 다빈이 들어오다가 커크가 보낸 보초의 손에 있던 트리블들이 소리를 내자, 기겁한다. 커크는 무언가 이상하다고 느끼고, 그것을 가져와서 클링온에게 가까이 간다. 트리블들은 클링온을 싫어하기 때문에 고음의 소리를 낸다. 커크는 이를 이용하여, 다빈이 클링온의 첩자임을 밝혀낸다. 또한, 곡물에는 바이러스가 주입되었음을 밝힌다. 한편, 스팍은 상인 시라노 존스에게, 기지 안의 트리블들을 모두 제거하라고 명령한다. 스팍은 이 일이 정상적으로 끝나려면 17.9년이 걸릴 것으로 추정한다.
이 사건 이후, 커크가 다시 엔터프라이즈로 돌아와 보니 트리블들이 한 마리도 없다. 커크는 이상하게 느껴 누가 트리블들을 모두 없앴는지 물어 보았다. 나중에 스카티가 엔터프라이즈 호의 트리블들을 모두 모아서 클링온들이 워프로 진입하기 직전에 모두 전송해 버렸다고 말한다. : "그들이 트리블을 모두 죽여줄 겁니다." 이 말을 듣고 전 대원이 마구 웃어대는(특히 우후라) 것으로 에피소드가 끝난다.